# Gestreifte Weinbergschnecke

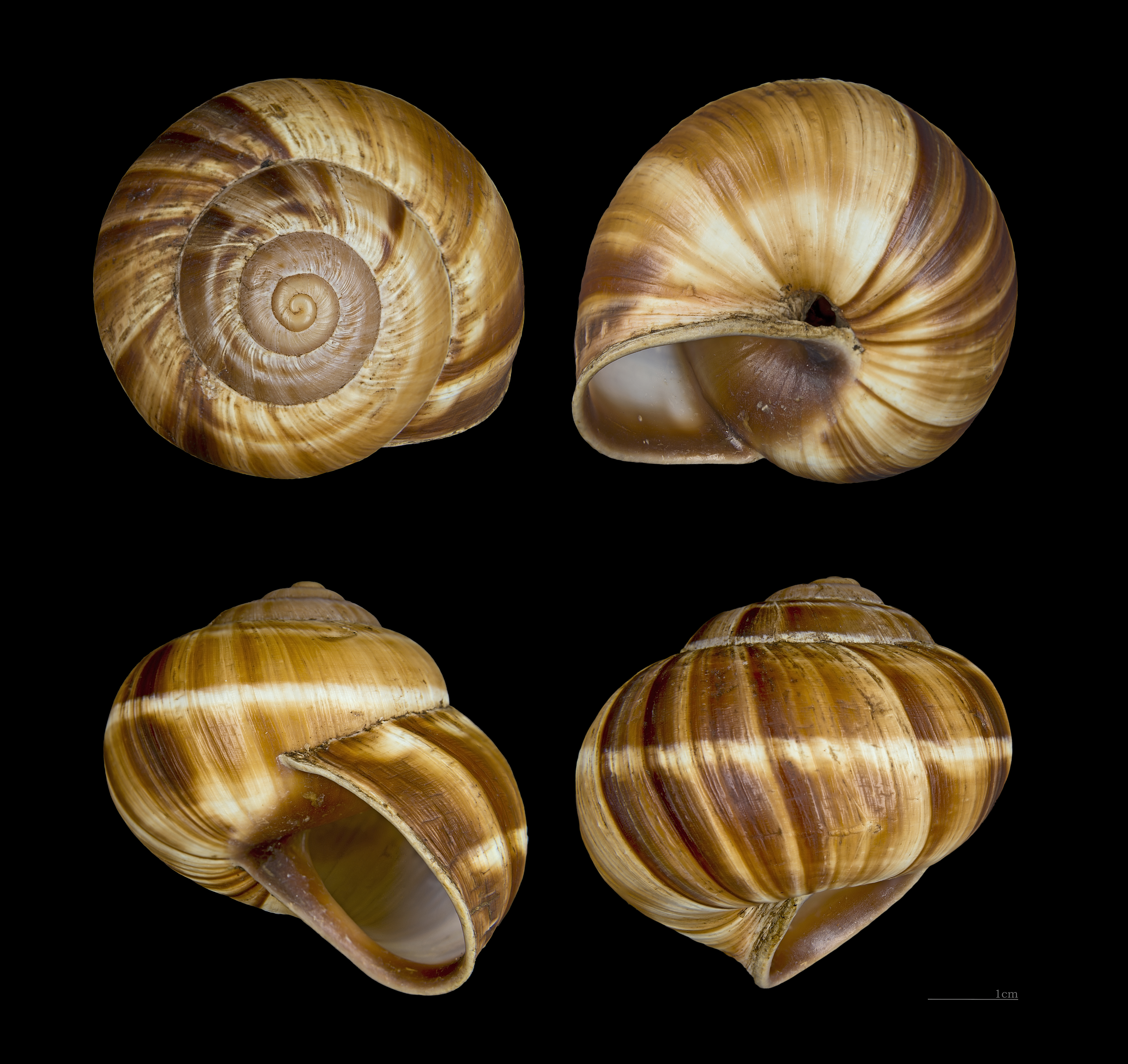
Gestreifte Weinbergschnecke

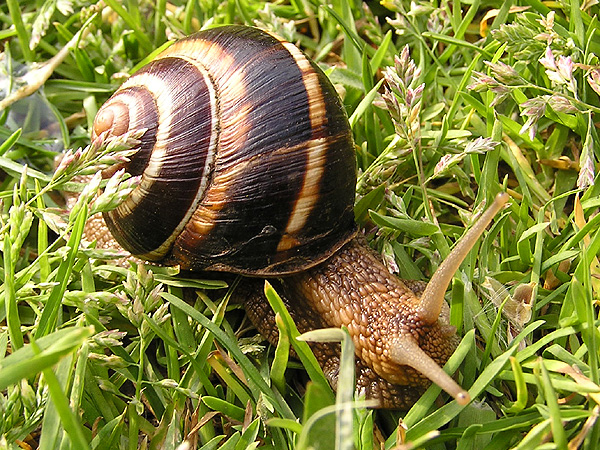
Gestreifte Weinbergschnecke (Helix lucorum)

Die Gestreifte Weinbergschnecke (Helix lucorum) ist eine Verwandte der einheimischen Weinbergschnecke (Helix pomatia). Wie diese gehört sie zu den Landlungenschnecken (Stylommatophora) und unter diesen zur Familie der Schnirkelschnecken (Helicidae). Wie ihr französischer Name, Escargot Turc, sagt, stammt sie ursprünglich aus dem Schwarzmeergebiet und aus Kleinasien, der heutigen Türkei. Im Gegensatz zur Weinbergschnecke wird sie nicht gezüchtet, sondern gesammelt, mit etwa 6000 Tonnen gehandelter Schnecken jährlich nimmt sie dennoch einen bedeutenden Platz unter den kommerziell genutzten Schnecken ein.

## Merkmale
Von der einheimischen Weinbergschnecke (Helix pomatia) unterscheidet sich Helix lucorum zum einen durch ihre Größe: Mit einem maximalen Schalendurchmesser von bis zu 60 mm wird Helix lucorum deutlich größer als die einheimischen Weinbergschnecken. Zudem ist das Gehäuse der Gestreiften Weinbergschnecke charakteristisch längs mit dicken rotbraunen Bändern gestreift. Diese können unterbrochen sein, wenn das Tier aufgrund von Trockenheit längere Ruhepausen einnehmen muss. Bei schwächer gefärbten Exemplaren können diese Wachstumsunterbrechungen überwiegen, so dass das Gehäuse fast schachbrettartig gemustert wirkt.

## Ruhephasen
Im Gegensatz zu ihren einheimischen Verwandten überwintert die Gestreifte Weinbergschnecke nicht. Stattdessen verbringt sie während der trockenen Sommermonate längere Zeiträume im Erdboden vergraben im Zustand der Trockenstarre. In freier Wildbahn ist Helix lucorum nur nachts und nach starken Regenfällen aktiv.

## Lebensraum
Die Gestreifte Weinbergschnecke ist ein Bewohner lichter Wälder, Gebüsche und Kulturgelände.

## Verbreitungsgebiet
Vom Schwarzmeergebiet kommt die Art durch die westliche und zentrale Türkei über den Balkan (von Südrumänien über Bulgarien und Nordgriechenland bis nach Albanien) im Westen bis ins östliche Italien vor. Eingeschleppt ist die gestreifte Weinbergschnecke in Südfrankreich zu finden. Während die Art in Österreich nahe Wien ebenso wie Cornu aspersum im Süden der Stadt anzutreffen ist, sind in Deutschland vereinzelte Vorkommen von Helix lucorum in Bad Godesberg, in München und an zahlreichen anderen Stellen gefunden worden. In der Schweiz wurde die Gestreifte Weinbergschnecke ebenfalls vereinzelt aufgefunden, vor allem in der Region rund um Genf, aber auch bei Zürich.

## Schneckenhandel
Im Gegensatz zu einheimischen Zuchtschnecken, in Deutschland vor allem Helix pomatia, sonst auch Cornu aspersum, wird Helix lucorum nur als Sammelschnecke gehandelt. Besonders die großwüchsige Unterart Helix lucorum taurica und großwüchsige anatolische Formen werden verkauft. Während vom Geschmack her vor allem die einheimische Helix pomatia bevorzugt wird, werden von Helix lucorum oftmals auch die farbenfrohen Gehäuse zusammen mit dem Fleisch von Helix pomatia verkauft.